# Red Rock Stream Waterfall
Der Red Rock Stream Waterfall ist ein Wasserfall im Mount-Aspiring-Nationalpark in der Region Otago auf der Südinsel Neuseelands. Westlich des Brides Veil Waterfall liegt er im Lauf des Red Rock Stream, der in nördlicher Fließrichtung eine kurze Strecke hinter dem Wasserfall in den Matukituki River mündet. Seine Fallhöhe beträgt rund 70 Meter.
Vom Parkplatz am Ende der teils unbefestigten Wanaka–Mount Aspiring Road 51,5 km hinter Wanaka führt der West Matukituki Track in westlicher Richtung in einer Gehzeit von rund 1 Stunde und 15 Minuten zum Wasserfall.